# Sai Jōnouchi
Sai Jonouchi (城乃内 最 Jōnouchi Sai?) es un personaje de la serie de anime y manga Angelic Layer. Como algunos típicos esteroeotipos de anime, es fría e inexpresiva. Su hermana menor, Rin, murió antes de acabar a su ángel por lo que Sai lo usa y al principio solo pelea por su hermana.

## Sai enAngelic Layer
Sai Jonouchi es fría e inexpresiva, tiene un pasado triste ya que su hermana Rin murió cuando Sai iba en secundaria. Juntas decidieron construir un ángel para Angelic Layer. Por eso es que al inicio, Sai pelea por su hermana, a lo que Kaede se opone. Gracias a Misaki y Kaede se da cuenta de que ella también lo disfruta. Es amiga de Kaede Saitou la cual es totalmente opuesta a Sai. Es un Deus muy fuerte y su ángel es de los más fuertes de Angelic Layer. 
Es llamada la Máquina de Hielo por lo fría que es. En el Torneo gana a Hatoko pero pierde ante Misaki, quien asegura que le da envidia (por ser fuerte y por ganar el corazón de Ohjiro). Es la primera en descubrir la habilidad de Hikaru.
Parece gustarle Ohjiro Mihara, como a todas. 

## Sai enChobits
Un año después de los eventos de Angelic Layer, Sai sigue siendo la mejor amiga de Kaede Saitou, por lo que junto a Misaki Suzuhara y Ohjiro Mihara la acompañan en sus últimos momentos. Después Kaede muere y Sai llora mientras consuela a Misaki.
- Datos: Q6116866